# Local Mail Transfer Protocol
LMTP je potomek ESMTP, který je rozšířením protokolu SMTP. LMTP je definován normě RFC 2033.
LMTP je navržen jako alternativa k protokol SMTP, pro situace, kde přijímaná strana nemá SMTP frontu zpráv, což je vlastně mail storage server, který pracuje stejně jako Mail Delivery Agent(MDA)
Fronta zpráv je jedna z požadavků SMTP protokolu, aby byla zajištěna její správná funkcionalita. V situacích, kdy nemůžeme použít fronty, přichází řešení v podobě LMTP, protože mail storage server nemusí vytvářet další záznamy do fronty zpráv, ale může emaily zpracovat rovnou.
Toho však nemůžeme docílit pomocí protokolu SMTP, kde je více příjemců e-mailu. SMTP může pouze potvrdit, že všechny emaily byly nebo nebyly doručeny, ale nejsme schopni zjistit k jakému příjemci email nepřišel a právě zde vzniká potřeba řešit problémy pro konkrétní příjemce, kterým se nepovedlo email doručit a proto se ukládají do fronty. Na druhou stranu LMTP může indikovat úspěch či neúspěch odeslání aniž bychom používali frontu.
Na druhou stranu však LMTP není navržen pro použití ve velkých sítích protože MTA stejně zpracuje všechny odchozí mail včetně položek, které zpracoval LMTP.
LMTP funguje na aplikační vrstvě a používá TCP protokol stejně jako SMTP, ale nemůžeme použít Síťový port 25 který je zabraný pro SMTP službu.
LMTP konverze je založena na stejných příkazech jako rozšířený SMTP s následujícími výjimkami:
Příkaz EHLO z ESMTP je nahrazen příkazem LHLO.
ESMTP jeden stav pro celou zprávu. LMTP. požaduje odpověď pro každý úspěšný RCPT příkaz. V tomto případě, pokud je vice příjemců a tělo zprávy už bylo odesláno, může LTMP pro některé příjemce selhat
a některým se vše odešle v pořádku. LMTP může také selhat, jestliže uživatel nemá dostatek místa pro generování Bounce messages.
Hlavní rozdíl mezi SMTP a LMTP je, že LMTP odmítne zprávu okamžitě pokud nemůže byt hned doručena. Díky tomu už nemusíme používat frontu.